# Peter Kluska

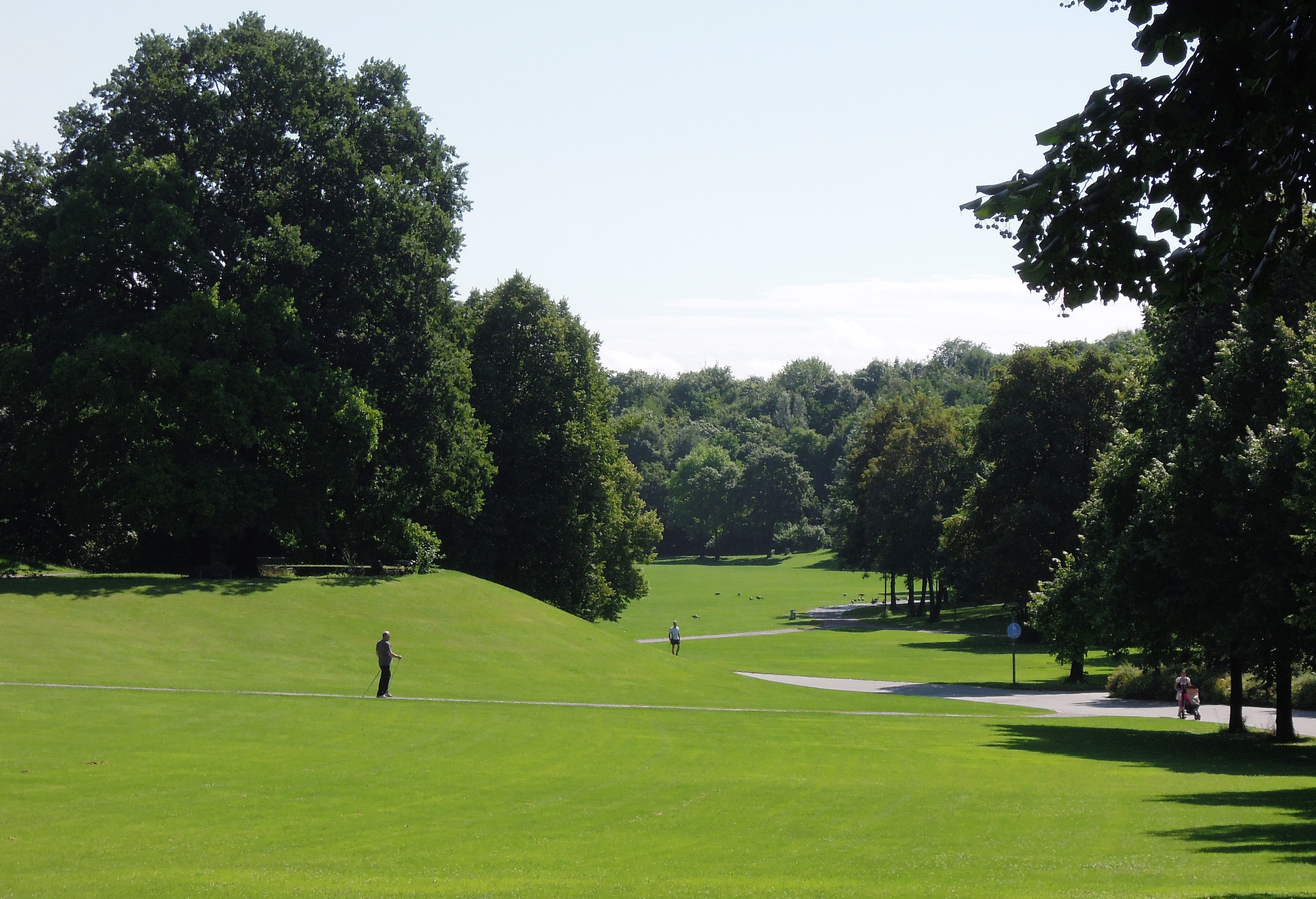
Westpark in München, Blick in den Ostteil

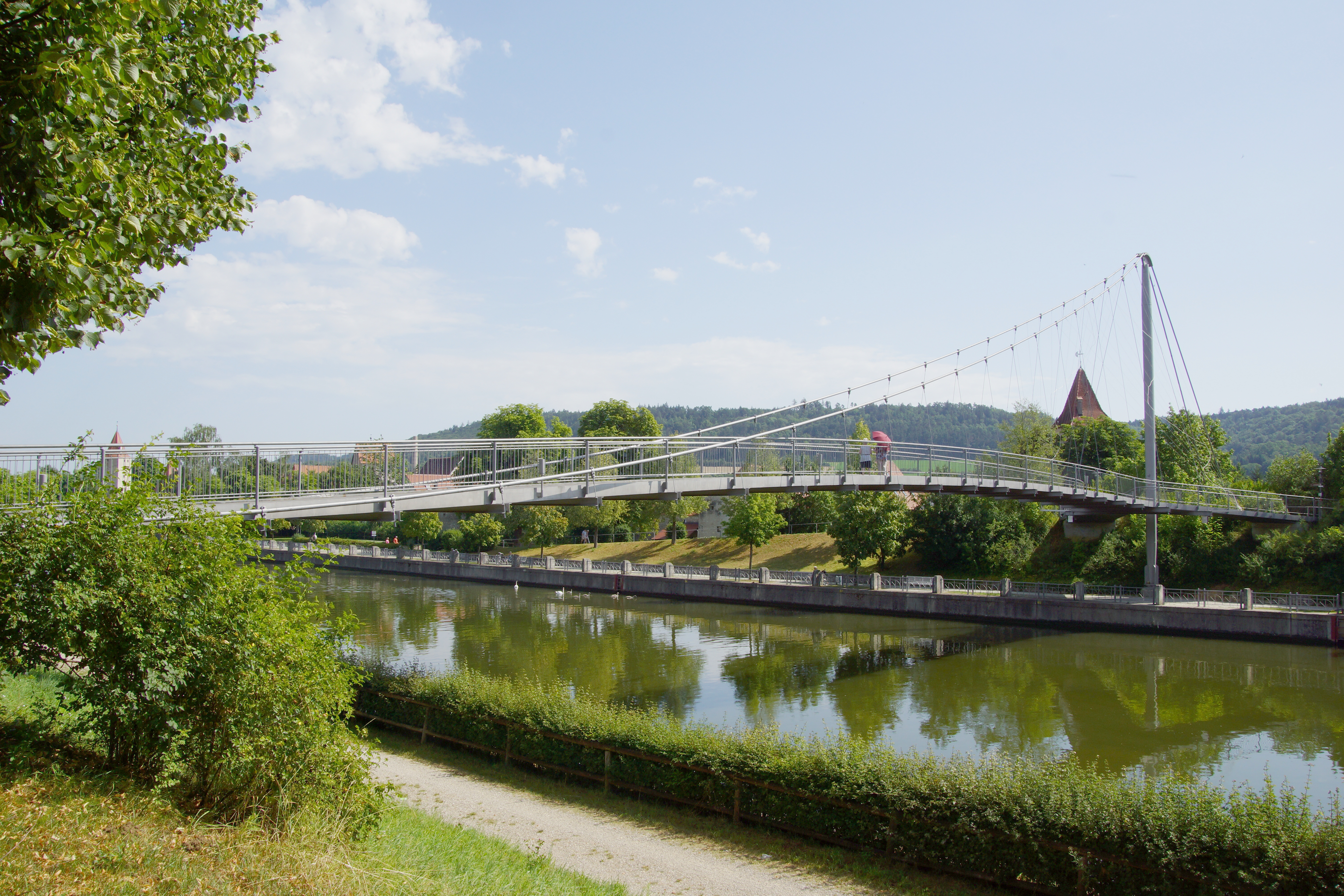
Ufergestaltung des Main-Donau-Kanals in Berching, Oberpfalz

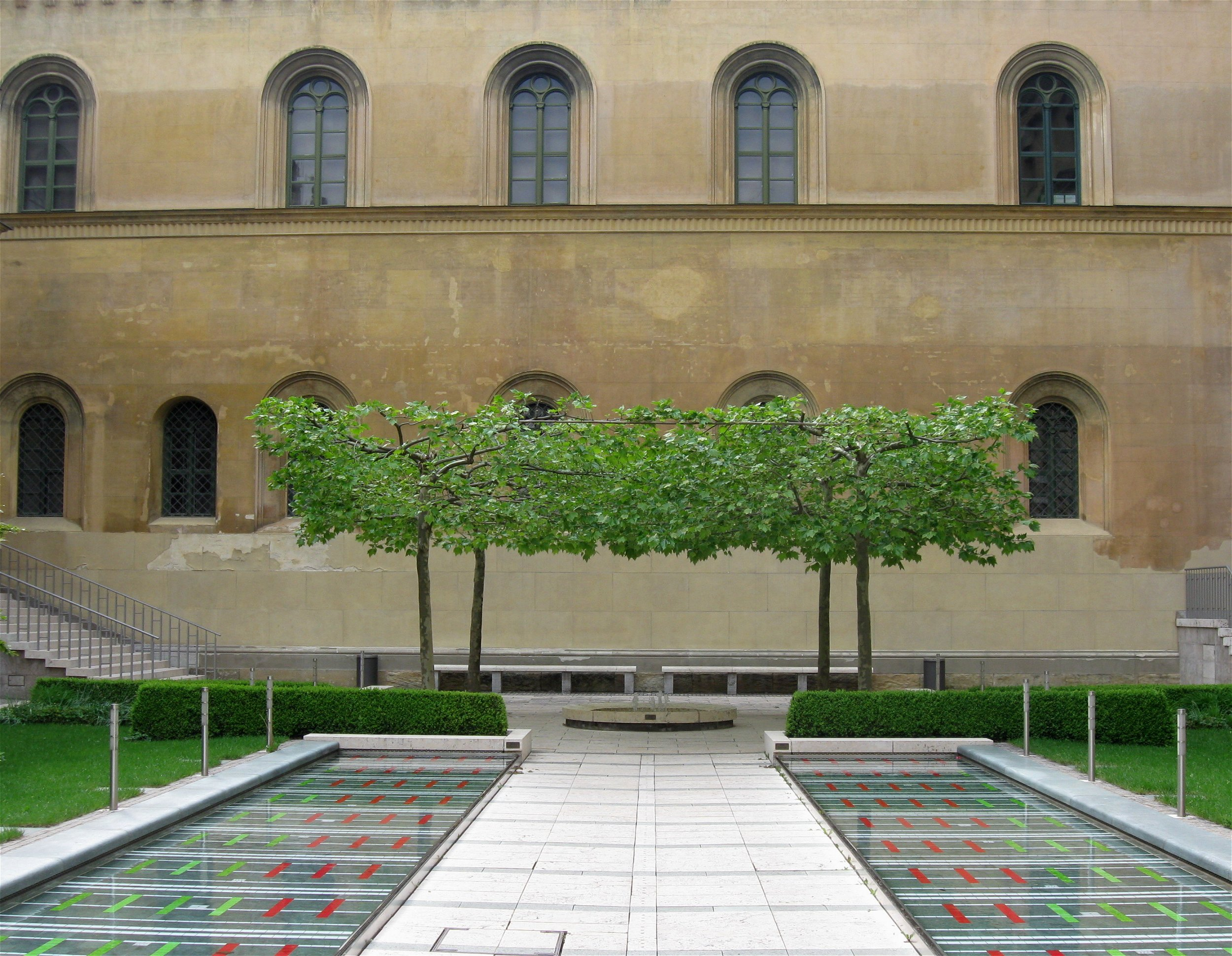
Kabinettsgarten in der Münchner Residenz

Peter Kluska (* 28. Oktober 1938 in Erlangen; † 28. Oktober 2020 in München) war ein deutscher Landschaftsarchitekt.

## Leben
Kluska machte zunächst eine Gärtnerlehre und studierte anschließend Landschaftsarchitektur in Weihenstephan. Seine erste Berufstätigkeit war ein Praktikum bei Hans Luz in Stuttgart. Anschließend arbeitete er von 1964 bis 1970 im Büro von Walter Rossow in Berlin. 1970 machte er sich in München selbständig und war seitdem freischaffend tätig. Sein Büro in München führte er zusammen mit seiner Frau Edit Kluska-Szügyi. Kluska hat sich spezialisiert auf städtebauliche Zielsetzungen, bei denen er Freiräume besonders in ihrer sozialen Qualität gestaltet.
Er baute sich durch die Teilnahme an Architekturwettbewerben ein eigenständiges Profil auf und sah seine Arbeitsschwerpunkte in gestaltender Objektplanung im urbanen und ländlichen Raum, wobei in späteren Jahren der städtebauliche Anteil zunimmt. Sein bekanntester Entwurf ist der Münchner Westpark, der 1983 zur Internationalen Gartenbauausstellung angelegt wurde. Besonderes Augenmerk legte Kluska auf die gartenarchitektonische Gestaltung von Freiräumen im Bereich großer öffentlicher Gebäudekomplexe. So basieren die Außenanlagen des Klinikums Dritter Orden in München Nymphenburg sowie der Grundschule und des Förderzentrums in der Margarethe-Danzi-Straße und die Ausgestaltung des Haidenauparks im Münchner Stadtteil Haidhausen auf seinen Entwürfen. In Würdigung seiner Leistungen für die Freiraumkultur Münchens verlieh ihm Oberbürgermeister Dieter Reiter  im Juli 2020 die Medaille „München leuchtet - Den Freundinnen und Freunden Münchens“ in Silber.
Kluska gehörte dem Bund Deutscher Landschaftsarchitekten und dem Deutschen Werkbund an. Von 1991 bis 1997 war er Mitglied der Stadtgestaltungskommission der Landeshauptstadt München und seit 1994 Mitglied der Deutschen Akademie für Städtebau und Landesplanung.
Für seinen Entwurf des Kabinettsgartens in der Münchner Residenz erhielt Kluska 2005 eine Auszeichnung im Rahmen des Deutschen Landschaftsarchitekturpreises.

## Ideen und Konzepte
Als prägend für sein Verständnis von Raumbildung und Raumerlebnis schilderte Kluska einen Besuch im Park Sanssouci in Potsdam, den er Mitte der 1960er Jahre als West-Berliner nur dank einer Sondergenehmigung der DDR-Behörden besuchen konnte.
Für Kluska war Landschaftsarchitekt der „zweitschönste Beruf der Welt“, Vorrang hat für ihn nur die Musik. Beim Zeichnen ließ er sich von Tschaikowski und Mahler inspirieren. Für die Stadt Leipzig entwarf er die Gestaltung des Augustusplatzes zwischen Gewandhaus und Opernhaus Leipzig während er durch geschlossene Türen eine Probe von Tschaikowskis Serenade Nr. 48 in C-Dur unter Kurt Masur hörte. Er gestaltete die Platzoberfläche als Notenblatt auf dem die ständige Bewegung von Menschen auf dem Platz „eine immer neue Partitur“ ergeben würde.
Der Architekturkritiker der Süddeutschen Zeitung Gottfried Knapp würdigte in seinem Nachruf Peter Kluskas „verblüffend natürlichen Entwürfe“ und ging abschließend auf dessen Planung des Kabinettsgartens der Münchner Residenz ein. Mit ihm, so Gottfried Knapp „hat Peter Kluska dann doch noch zeigen können, wie man mit gartenarchitektonischen Mitteln auf klassische Musik und auf historische Bauten reagieren kann“:

„Die Bäume, Blumenbeete, Wasserflächen und Wege in diesem eng ummauerten Geviert sind so konsequent nach geometrischen Regeln gesetzt, dass man den Garten, der im Sommer auch als Foyer des benachbarten Konzertsaals dient, wie eine grüne Partitur erleben kann.“

## Projekte (Auswahl)
Kluska gewann zwischen 1970 und 2010 mehr als 20 Wettbewerbe, die auch verwirklicht wurden. Darunter sind:
- die Freiflächengestaltung des ZDF-Sendezentrums in Mainz, 1967–1977
- der Engelhaldepark in Kempten, 1981
- der Westpark in München, 1983
- die Konzeption der Freiräume um das Klinikum Dritter Orden in München, 1983
- die Ufergestaltung des Main-Donau-Kanals in Berching, 1986
- die Freiflächen der Max-Reger-Halle in Weiden in der Oberpfalz, 1990
- die Entwicklungsplanung der Universität Erfurt, 1995
- die Außengestaltung der Fakultät für Chemie und Pharmazie der Ludwig-Maximilians-Universität in München-Großhadern
- die Grünflächen- und Fassadengestaltung der Deutschlandzentrale von Swiss Re in Unterföhring, 1999
- das Robert-Bosch-Haus und das Haus Heidehof der Robert-Bosch-Stiftung in Stuttgart, 2000
- die Pionierkaserne auf der Schanz in Ingolstadt
- der Kabinettsgarten in München, 2003
- Innenhof und Dachgarten des Palais Holnstein in München, 2009

## Vorträge
- 2010: Kunstverein Ingolstadt[10]